# Nazionalismo georgiano

Bandiera della Georgia

L'inizio del nazionalismo georgiano può essere fatto risalire alla metà del XIX secolo, quando la Georgia faceva parte dell'Impero russo. Dall'essere più incentrato sulla cultura nei periodo russo imperiale e poi sovietico, ha attraversato diverse fasi, evolvendosi in un etnocentrismo radicale alla fine degli anni '80 e all'inizio degli anni dell'indipendenza post-sovietica, verso una forma più inclusiva e liberale nella metà degli anni 2000. Tuttavia, tra molti georgiani rimangono tracce di nazionalismo etnico.

## Emersione
Mentre la nozione di eccezionalismo georgiano può essere fatta risalire al Medioevo (come dimostrato dagli scritti di John Zosimus), il moderno nazionalismo georgiano emerse a metà del XIX secolo come reazione all'annessione russa delle frammentate entità politiche georgiane, che pose fine alla loro precaria indipendenza, ma che portarono all'unità dei georgiani sotto un'unica autorità, in una relativa pace e stabilità. I primi a ispirare il risveglio nazionale furono i poeti aristocratici, i cui scritti romantici erano intrisi di lamenti patriottici. Dopo una serie di sfortunati tentativi di rivolta, in particolare, dopo il fallito colpo di stato del 1832, le élite georgiane si riconciliarono con il dominio russo, mentre i loro appelli per il risveglio nazionale furono reindirizzati attraverso sforzi culturali. Negli anni 1860, la nuova generazione di intellettuali georgiani, formati nelle università russe ed esposti alle idee europee, promosse la cultura nazionale contro l'assimilazione da parte del centro imperiale. Guidati da letterati come Ilia Ch'avch'avadze, il loro programma ottenne colori più nazionalistici con il declino della nobiltà e il progresso del capitalismo, ulteriormente stimolato dal dominio della burocrazia russa e dal dominio economico e demografico della classe media armena nella capitale Tbilisi. Ch'avch'avadze e i suoi associati chiedevano l'unità di tutti i georgiani e mettevano gli interessi nazionali al di sopra delle divisioni di classe e provincia. La loro visione non prevedeva una vera e propria rivolta per l'indipendenza, ma richiedeva l'autonomia all'interno dell'Impero russo riformato, con maggiore libertà culturale, promozione della lingua georgiana e sostegno alle istituzioni educative georgiane e alla chiesa nazionale, la cui indipendenza era stata soppressa dal governo russo.
Nonostante la loro difesa della cultura etnica e le rimostranze demografiche sul dominio russo e armeno nei centri urbani della Georgia, il programma dei primi nazionalisti georgiani era inclusivo e preferiva un approccio non conflittuale alle questioni interetniche. Alcuni di loro, come Niko Nikoladze, prevedevano la creazione di una federazione libera, decentralizzata e autogovernata dei popoli caucasici basata sul principio della rappresentanza etnicamente proporzionale.
L'idea della federazione caucasica all'interno dello stato russo riformato era anche espressa dagli ideologi della socialdemocrazia georgiana, che arrivarono a dominare il panorama politico georgiano negli ultimi anni del XIX secolo. Inizialmente, i socialdemocratici georgiani si opponevano al nazionalismo e lo consideravano un'ideologia rivale, ma rimasero sostenitori dell'autodeterminazione. Nelle parole dello storico Stephen F. Jones, "era il socialismo nei colori georgiani con priorità data alla difesa della cultura nazionale". I socialdemocratici georgiani erano molto attivi nel movimento socialista tutto russo e dopo la sua scissione nel 1905 si schierarono con la fazione menscevica aderendo alle idee relativamente liberali dei loro colleghi dell'Europa occidentale.

## Prima Repubblica Georgiana
La rivoluzione bolscevica del 1917 fu percepita dai menscevichi georgiani, guidati da Noe Zhordania, come una rottura dei legami tra Russia ed Europa. Quando dichiararono la Georgia una repubblica democratica indipendente il 26 maggio 1918, videro la mossa come una tragica inevitabilità sullo sfondo delle realtà geopolitiche in evoluzione.
Mentre il nuovo Stato affrontava una serie di sfide interne e internazionali, la leadership socialdemocratica internazionalista si concentrava maggiormente su problemi nazionali più ristretti. Con questo riorientamento verso una forma di nazionalismo, la repubblica georgiana divenne un "ibrido nazionalista/socialista". Gli sforzi del governo per rendere l'istruzione e l'amministrazione più georgiane suscitarono proteste da parte delle minoranze etniche, ulteriormente esacerbate dalle difficoltà economiche e sfruttate per i loro fini politici dai bolscevichi che promuovevano l'esportazione della rivoluzione. La risposta del governo al dissenso, anche tra le minoranze etniche, come gli abkhazi e gli osseti, fu spesso violenta ed eccessiva. La decisione di ricorrere a soluzioni militari era più guidata da preoccupazioni sulla sicurezza piuttosto che dalla disponibilità a regolare le questioni etniche. Nel complesso, i menscevichi georgiani non si rivolsero all'autoritarismo e al terrore ma gli eventi di quel tempo svolsero un ruolo importante nel rafforzare gli stereotipi da tutte le parti coinvolte nei conflitti etnici odierni in Georgia.

## Georgia sovietica
Dopo la sovietizzazione della Georgia nel 1921, seguita dalla repressione di una ribellione armata contro il nuovo regime nel 1924, molti importanti intellettuali nazionalisti andarono in esilio in Europa. In Unione Sovietica, il nazionalismo georgiano andò in clandestinità o fu reincanalato in attività culturali, concentrandosi sui temi della lingua, della promozione dell'istruzione, della protezione dei monumenti antichi, della letteratura, del cinema e dello sport. Qualsiasi manifestazione aperta al nazionalismo locale era repressa dallo Stato sovietico, il quale tuttavia forniva strutture culturali come parte della sua politica della korenizatsiya, che contribuì a istituzionalizzare i georgiani come "nazionalità titolare" nella Repubblica Socialista Sovietica Georgiana. Pertanto, mantenendo l'attenzione del nazionalismo georgiano sulle questioni culturali, il regime sovietico fu in grado di impedirgli di diventare un movimento politico fino al periodo della perestrojka degli anni '80.
La fine degli anni '70 vide un riemergere del nazionalismo georgiano che si scontrò con il potere sovietico. I piani per rivedere lo status del georgiano come lingua ufficiale della Georgia sovietica furono elaborati dal Cremlino all'inizio del 1978, ma dopo una dura e senza precedenti resistenza pubblica il governo centrale sovietico abbandonò i piani. Allo stesso tempo, vennero abbandonati i piani di revisione simili per le lingue ufficiali nelle RSS Armena e Azera.
Il nazionalismo georgiano fu infine più tollerato durante gli anni calanti dell'URSS a causa della politica di glasnost di Mikhail Gorbaciov. Il governo sovietico tentò di contrastare il movimento indipendentista georgiano nei primi anni '90 con la promessa di un maggiore decentramento da Mosca.

## Partiti e organizzazioni nazionaliste georgiane

### Attuale
- Kartuli marshi (Marcia Giorgiana, 2017-oggi)